# Ametralladora pesada

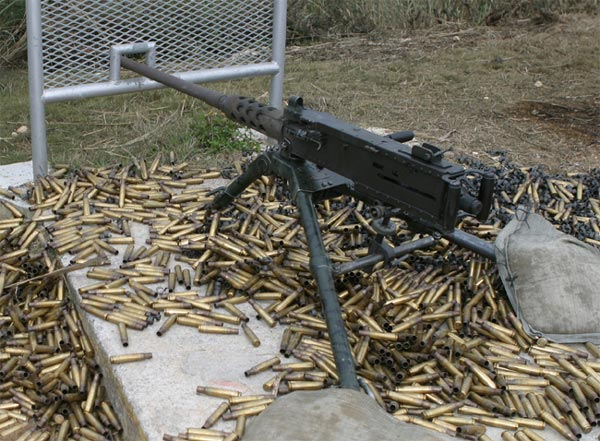
La Browning M2 montada sobre su trípode pesa 58 kg (128 lb).

La ametralladora pesada es una clase de ametralladora de mayor tamaño, que generalmente hace referencia a dos etapas separadas del desarrollo de la ametralladora.
Por lo general hay dos clases de armas catalogadas como ametralladoras pesadas. La primera comprende a las ametralladoras de la Primera Guerra Mundial, llamadas "pesadas" por su peso y volumen. La segunda comprende a las ametralladoras de gran calibre (en general de 12,7 mm), ideadas por Vasily Degtyaryov y John Moses Browning para ofrecer un mayor alcance, penetración y capacidad destructiva contra vehículos, edificaciones, aviones y fortificaciones ligeras respecto a los cartuchos de fusil estándar empleados por las ametralladoras medias o de propósito general, o a los cartuchos intermedios empleados por las ametralladoras ligeras.  

## Clasificación
El término era originalmente empleado para referirse a la generación de ametralladoras que fueron ampliamente utilizadas en la Primera Guerra Mundial. Estas disparaban los cartuchos de fusil estándar, tales como el 7,92 x 57 Mauser, .303 British o 7,62 x 54 R, pero tenían un gran peso, complejos afustes y mecanismos de enfriamiento por agua que les permitían disparar ráfagas continuas a larga distancia con gran precisión. Sin embargo, estas ventajas las hacían demasiado voluminosas para moverse rápidamente, así como necesitar un equipo de varios soldados para accionarlas. Por lo tanto, en este sentido el aspecto "pesado" del arma se refería al volumen del arma y su capacidad de fuego sostenido, no al calibre del cartucho. El mejor ejemplo de esta clase de armas es la ametralladora Maxim, inventada por el británico Hiram Stevens Maxim. La Maxim fue la ametralladora más usual de la Primera Guerra Mundial, cuyas variantes fueron desplegadas simultáneamente por tres potencias en conflicto: Alemania con la MG 08, Reino Unido con la Vickers y Rusia con la Maxim M1910.
La definición moderna se refiere a una clase de ametralladoras de gran calibre (generalmente de 12,7 mm), cuyos primeros modelos fueron diseñados por Vasily Degtyaryov y John Moses Browning con la DShK y la Browning M2 respectivamente. Estas armas son diseñadas para proveer un mayor alcance, penetración y poder destructivo contra vehículos, edificios, aviones y fortificaciones ligeras respecto a los cartuchos de fusil estándar empleados en las ametralladoras medias o ametralladoras de propósito general, o a los cartuchos intermedios empleados en las ametralladoras ligeras. En este sentido, el aspecto "pesado" del arma se refiere a su potencia y alcance superiores sobre armas de calibres ligeros y medios, además de su peso. Esta clase de ametralladoras tuvo un amplio empleo durante la Segunda Guerra Mundial, cuando la M2 fue empleada en fortificaciones, vehículos y a bordo de aviones por las fuerzas estadounidenses. Una ametralladora pesada de similares capacidades fue desplegada por los soviéticos: la DShK, que empleaba el cartucho 12,7 x 108. La usual ametralladora de propósito general alemana MG42, a pesar de ser efectiva contra infantería, le faltaba la capacidad antivehículo y antifortificación de la M2, un hecho que fue observado y criticado por los alemanes. La continua necesidad de una ametralladora de largo alcance con capacidad antimaterial para cerrar la brecha entre armas antipersonal y armas antimaterial, condujo a la amplia adopción y modernización de esta clase de ametralladoras, y la mayoría de Fuerzas Armadas de diversos países están equipadas con algún tipo de ametralladora pesada.
Hoy en día, las ametralladoras con calibres inferiores a 12,7 mm generalmente son consideradas como ametralladoras medias o ligeras, mientras que aquellas con calibres superiores a 20 mm son generalmente clasificadas como cañones automáticos en lugar de ametralladoras pesadas.

## Historia
A fines del siglo XIX, la ametralladora Gatling y otros tipos accionados mediante energía externa tales como la Nordenfelt eran frecuentemente fabricadas en una variedad de calibres, como 12,7 mm y 25,4 mm. Como tenían múltiples cañones, el sobrecalentamiento no era un problema, pero además eran bastante pesadas, generalmente transportadas mediante mulas o caballos como una pieza de artillería de la época.
Cuando Maxim desarrolló su ametralladora accionada por retroceso con un solo cañón, su primer diseño apenas pesaba 11,8 kg y disparaba un cartucho de fusil de 11,43 mm desde un cañón con una longitud de 609,6 mm. Una famosa fotografía muestra a Maxim levantando su ametralladora, asiéndola por su trípode de 6,8 kg, con un solo brazo. Era similar a las ametralladoras medias actuales, pero no podía disparar por largos periodos debido al sobrecalentamiento. Por lo tanto, Maxim creó un sistema de enfriamiento por agua para permitirle disparar por largos periodos. Sin embargo, esto agregó más peso, así como el cambio a cartuchos de fusil más potentes.
Por lo tanto estaban disponibles dos tipos de armas pesadas con capacidad de disparo rápido: las ametralladoras multicañón accionadas manualmente y las ametralladoras Maxim de un solo cañón. Hacia el fin del siglo XIX se desarrollaron varios diseños nuevos, tales como la Colt-Browning M1895 y la Hotchkiss, accionados por los gases del disparo o por retroceso. Además de la pesada camisa de enfriamiento por agua, se introdujeron otros tipos de sistemas de enfriamiento del cañón, como cañones de recambio, aletas metálicas, radiadores o una combinación de estos.

## Diversos diseños

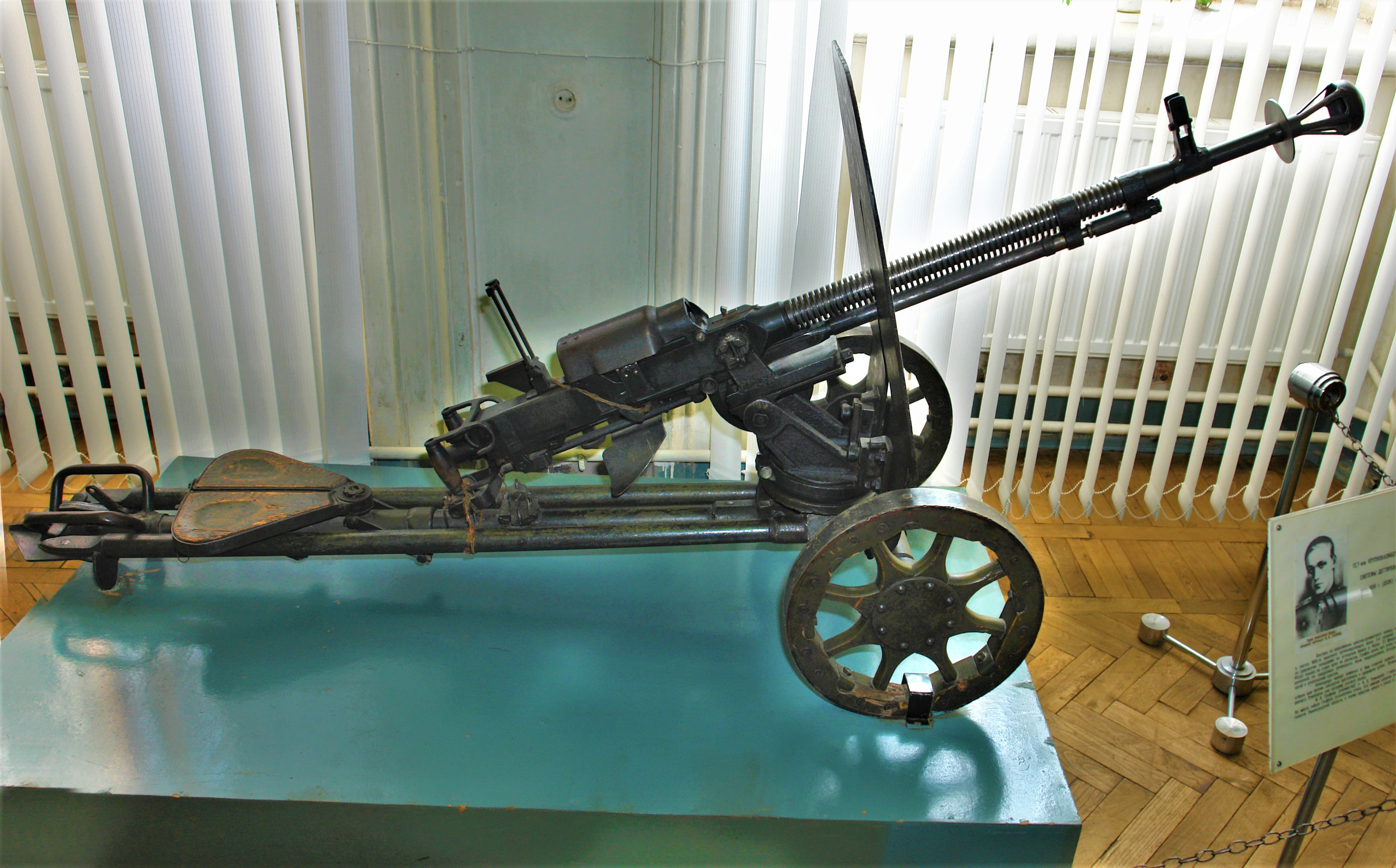
Una DShK sobre afuste con ruedas.

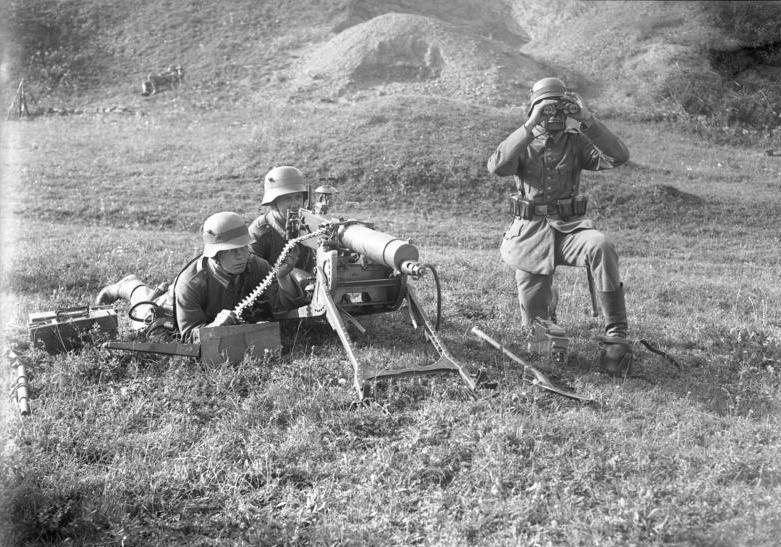
Soldados con una MG 08 de 7,92 mm, hacia 1931.

Las ametralladoras divergieron en modelos pesados y ligeros. Los últimos modelos enfriados por agua de la Maxim y sus derivados, la MG 08 y la Vickers, así como la Browning M1917 estadounidense, eran ametralladoras pesadas. La Vickers de 7,70 mm, por ejemplo, pesaba 15 kg y al ser montada sobre un trípode, su peso total era de 23 kg. Los modelos pesados podían, en algunos casos lográndolo, disparar por varios días, principalmente desde posiciones defensivas fijas para repeler ataques de infantería. Estas ametralladoras eran habitualmente montadas sobre trípodes y enfriadas por agua, y soldados bien entrenados podían disparar sin detenerse por varias horas, teniendo suficientes municiones, cañones de repuesto y agua para enfriamiento. Cuidadosamente posicionadas, las ametralladoras pesadas podían detener una fuerza atacante antes de alcanzar sus objetivos.

### Ametralladoras ligeras
Sin embargo, durante el mismo periodo se desarrollaron un número de modelos más ligeros y portátiles enfriados por aire que pesaban menos de 15 kg. En la Primera Guerra Mundial fueron tan importantes como los modelos pesados, siendo empleados para apoyar los ataques de infantería, a bordo de aviones y diversos tipos de vehículos.
Los nuevos modelos más ligeros no eran capaces de disparar continuamente en modo automático, ya que no tenían camisas de enfriamiento por agua y eran alimentadas mediante cargadores de menor capacidad. Eran esencialmente fusiles automáticos con bípode. Armas como la ametralladora Lewis, Chauchat y la Madsen podían ser transportadas por un soldado, pero disparaban en modo semiautomático y automático.

### Modelos medios
Los modelos medios ofrecían una gran flexibilidad, tanto equipados con un bípode como ametralladora ligera, o sobre un trípode u otro afuste como ametralladora media. Un ejemplo fue la Hotchkiss M1909 Benet-Mercie que pesaba 12,2 kg al ser montada sobre un trípode miniatura y era alimentada mediante peines de 30 balas, pero también hubo una versión alimentada mediante cinta.
Este tipo de ametralladora multipropósito sería continuamente desarrollado, siendo bautizada más tarde como "ametralladora universal" y luego "ametralladora de propósito general", y eventualmente reemplazaría a los modelos enfriados por agua. Estos modelos empleaban cañones de cambio rápido para reducir el sobrecalentamiento, reduciendo el peso del arma, pero aumentando la carga del soldado debido a los cañones adicionales. Algunos modelos iniciales tenían esta característica, como la Vickers, pero era principalmente por el desgaste del cañón, ya que normalmente era enfriada por agua. Fue en las décadas de 1920 y 1930 que el cañón de cambio rápido se volvió más popular para enfriamiento en armas tales como la ZB vz. 30, la Bren, la MG 34 y la MG 42. 

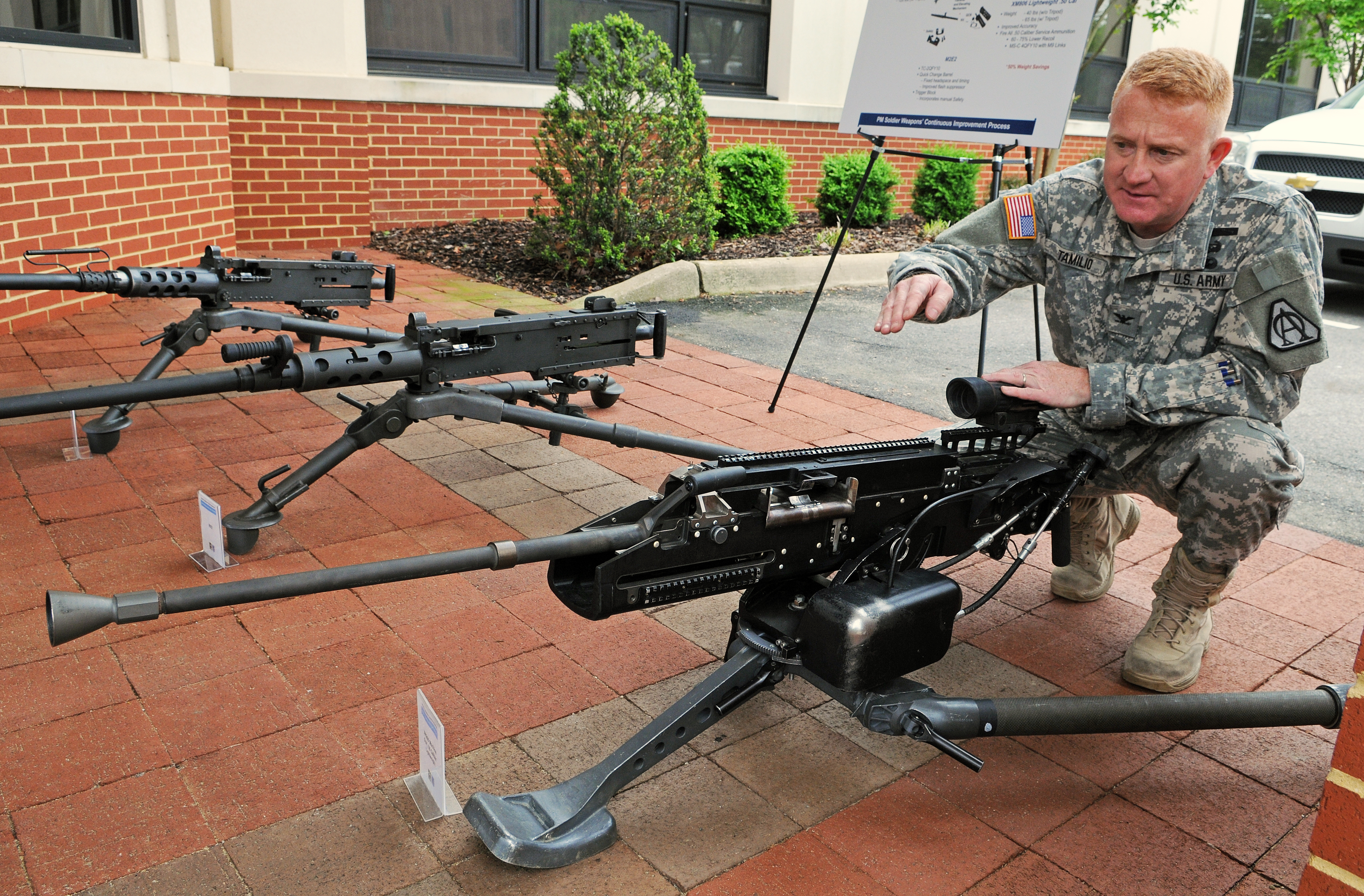
Desarrollo de la ametralladora pesada estadounidense de 12,7 mm - Browning M2, Browning M2E2 Quick Change Barrel y XM806 Lightweight .50 Caliber Machine Gun (LW50).

## Segunda Guerra Mundial y después
Los modelos pesados enfriados por agua continuaron siendo empleados durante la Segunda Guerra Mundial y hasta la década de 1960, pero fueron gradualmente reemplazados por modelos enfriados por aire. Los modelos medios ahora son empleados tanto como ametralladoras medias al ser montadas sobre trípodes y como ametralladoras ligeras con un bípode. Esto es posible en parte porque una ametralladora en posición estática no es una táctica efectiva en guerras donde se emplean vehículos, además que los modelos enfriados por aire tienen casi las mismas capacidades de las versiones enfriadas por agua.
Las ametralladoras rotativas, tales como la Minigun y la GShG-7,62, reaparecieron después de la Segunda Guerra Mundial. Estas son usualmente montadas en buques y helicópteros debido a su peso y la gran cantidad de municiones que necesitan (debido a su muy alta cadencia de disparo). Sin embargo, la necesidad de fuego automático en tierra es ahora cubierta por ametralladoras medias enfriadas por aire.